# Joyambaz
Joyambaz (en turcomano: Hojambaz; en ruso: Ходжамбаз), conocida hasta 1993 con el nombre de Jodzha-Dzhambaz (en ruso: Ходжа-Джанбаз), es una pequeña ciudad de Turkmenistán, capital del distrito de Joyambaz en la provincia de Lebap. 

## Toponimia
En persa, el nombre de la ciudad significa "guerrero" aunque ha sufrido alguna modificación fonética. En los mapas rusos del área del siglo XIX, el nombre se anotaba como cirílico Ходжа-Джамбас (Hodzha-Dzhambas) y Ходжа-Джумбус (Jodzha-Dzhumbus), y en los documentos de 1926 que delimitan la República Socialista Soviética de Turkmenistán como Jodzha-Dzhambaz (Джан-Ходжа).

## Geografía
Joyambaz está en la orilla norte del río Amu Daria y en el extremo sur del desierto de Peski Jodzha-Ikir. La cresta de Gory Dunguz-Syrt se extiende hacia el norte.

## Historia
En el período soviético, se renombró como Joyambaz y formó parte de la RSS de Turkmenistán.
Desde 1963 es un asentamiento de tipo urbano y ciudad desde 2016.

## Demografía
| 438                                    | 1129 | 2308 | 3187 | 4259 |
| (Fuente: Censo soviético de 1959-1989) |      |      |      |      |

## Economía
La economía de la ciudad está dominada por el empleo en las plantas de gas natural de China National Petroleum Corporation en el campo de gas de Bagtiyarlik. El distrito de Joyambaz produce algodón, que se desmota en la ciudad.

## Infraestructura

### Transporte
Joyambaz está al noroeste de la estación de tren de Amu Daria, en la línea Karshi-Termez.